# Morés
Morés è un comune spagnolo di 459 abitanti situato nella comunità autonoma dell'Aragona.